# Tailly (Ardeny)
Tailly – miejscowość i gmina we Francji, w regionie Grand Est, w departamencie Ardeny.
Według danych na rok 1990 gminę zamieszkiwały 193 osoby, a gęstość zaludnienia wynosiła 5 osób/km².

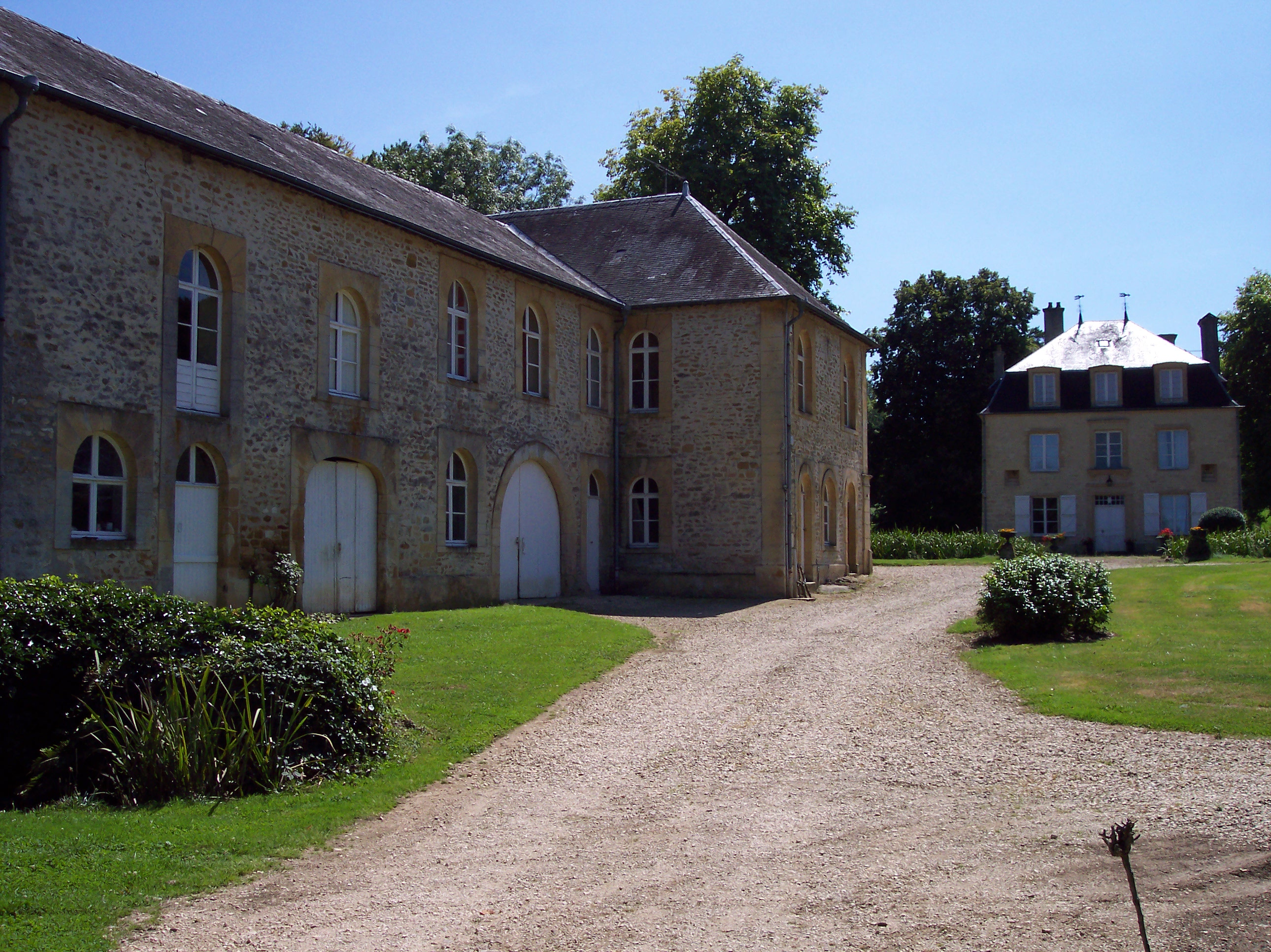
Zamek w Tailly, 2008